# 古浦千穂子
古浦 千穂子（こうら ちほこ、1931年〈昭和6年〉 - 2012年〈平成24年〉7月3日）は、日本の作家（詩人、小説家）。広島県安芸郡海田町出身。旧姓は浜野千穂子。作家業の傍ら、「広島文学資料保全の会」の代表として文学資料の保護運動に努めた人物である。

## 生涯
海田町の海田高等女学校（後の広島県立海田高等学校）出身。在学中の1945年（昭和20年）8月6日、広島市への原子爆弾投下に遭うが、爆心地から約7キロメートル離れていたために被爆者としての自覚はなく、近隣の負傷者たちの救護にあたった。
高校を卒業後、広島市内の企業に勤務する傍ら、演劇や文学の集まりに参加し、「にんげんをかえせ」で知られる詩人・峠三吉主宰の詩誌を引き継いだ詩サークル誌『われらのうた』に参加。1955年（昭和30年）、『死人のリスト』と題した詩を発表。広島原爆投下直後に、同じ名の「チホ子」の名の死者が自分と取り違えられていたことから、死んだはずの人物が生存しており、生きていたはずの人物が死んでいたという戦下の混乱、消息不明となった友人などのことを綴った詩であり、『われらのうた』8号に掲載された。同誌終刊後は同人誌『呉文学』『光彩』『湾』に参加し、小説の執筆を始めた。
1962年（昭和37年）、原爆歌人として知られる正田篠枝と出逢って親交を深め、彼女の最も良き理解者の1人となった。同年出版された篠枝の歌集『耳鳴り』が400部著者買取りの出版で、篠枝に代金の支払いの義務があると知るや、それらを売る役を自ら請け負い、400部すべてを引き取ったという逸話がある。篠枝の死去後、彼女の資料約3500点を託され、遺稿集『百日紅 耳鳴り以後』、童話『ピカッ子ちゃん』の編集、出版に携わった。
1967年（昭和42年）、新たに広島へ来た人への被爆体験の伝え難さを綴った小説『風化の底』が『新潮』に掲載された。文芸評論家の本多秋五からは「作者は被爆者ではない」などと批評を受けたものの、これが契機となって1982年（昭和57年）、ドイツ文学者の好村冨士彦、栗原貞子とともに西ドイツのケルンで開催された国際文学者会議に出席、『風化の底』を朗読した。
1987年（昭和62年）、「広島文学資料保全の会」の発足後、同会に参加。後に代表も務め、関係者から資料の収集、広島市立中央図書館への資料寄贈、資料を集めた文学館の新設、正田篠枝の原爆歌集『さんげ』の復刻、栗原貞子の原爆詩についての講演など、原爆をテーマとした広島の文学資料の保護運動に取り組んだ。
同年春、顎部の骨腫瘍を発症。広島原爆投下後の救護活動中に間接被爆していたことが判明した。会話や歩行に支障をきたし、やむなく退職。後に肺病の徴候も発見されたが、当時は夫も咽頭癌で自宅療養中だったために入院治療は避け、漢方と食事での療法を選んだ。
2011年（平成23年）の福島第一原子力発電所事故に際しては、被爆者たちの将来を案じ、同年、勉誠出版の作品集『ヒロシマ・ナガサキからフクシマへ』に被爆体験を寄せた。
翌2012年（平成24年）6月、体調を崩して入院。翌月の7月3日、死去。満81歳没。病理解剖の結果、骨髄液から癌細胞が発見されたことから、長期にわたって放射能に体を蝕まれ、全身に癌が広がっていたことが明らかとなった。正田篠枝から託された文学資料は広島市立中央図書館に保存されているが、遺族の意向により公開は行われていない。